# Dolomedes karschi
Espèce
Dolomedes karschi est une espèce d'araignées aranéomorphes de la famille des Dolomedidae.

## Distribution
Cette espèce est endémique du Sri Lanka.

## Description
Le mâle holotype mesure 18 mm.

## Systématique et taxinomie
Cette espèce a été décrite par Strand en 1913.

## Étymologie
Cette espèce est nommée en l'honneur de Ferdinand Karsch.

## Publication originale
- Strand, 1913 : « Neue indoaustralische und polynesische Spinnen des Senckenbergischen Museums. » Archiv für Naturgeschichte, sér. A, vol. 79, no 6, p. 113-123 (texte intégral).